# Tausend Jahre sind ein Tag
Tausend Jahre sind ein Tag ist ein Lied des österreichischen Sängers Udo Jürgens aus dem Jahr 1979. Es ist Teil des Albums Udo ʼ80.
Das Lied erzählt ein Zwiegespräch zwischen einem Kind, das Fragen wie „Was ist Zeit?“ stellt, und einem Erwachsenen. Es spiegelt den Generationskonflikt der 1970er Jahre wieder und thematisiert gesellschaftskritische Fragen.
Die ersten Strophen waren der Titelsong der deutschen Version der TV-Serie Es war einmal … der Mensch.
Das Lied wurde 2009 durch die Band Montag gecovert.

## Komposition und Inhalt
Das Lied wurde in der Reihe Tonspuren vom Goethe-Institut analysiert. In dieser Analyse beschrieb Mario Lasar, dass sich das Lied in „einer nicht enden wollenden, dynamischen Aufschubstruktur in dramatische Höhen“ schraube. Tausend Jahre sind ein Tag verfüge über einen discofizierten „four-to-the-floor“-Beat, der das Lied antreibe und von einem sich wiederholenden Orgelmotiv flankiert werde. Laut Lasar entwickele das Lied in dem Moment, in der die Frage „Was ist Zeit?“ gestellt wird, eine kontemplativ-psychedelische Qualität.
Der Liedtext, geschrieben von Siegfried Rabe und Jürgens selbst, ist als eine Art Zwiegespräch angelegt, in welchem sich bezüglich sozialpolitischer Fragen der 1970er-Jahre ein Generationenkonflikt offenbare. So werde die Liedzeile „Warum kommt jemand in Verdacht / nur weil er sich Gedanken macht?“ als Verweis auf den Trend zur „Gesinnungsschnüffelei“ in der Folge des Radikalenerlasses interpretiert, während die Stelle „Wer alles hat / kriegt noch Rabatt“ fast als linkes Statement gegen kapitalistische Allmacht beschrieben wird. Dem entgegnet die vermeintlich vernünftige „erwachsene“ Stimme in den Zeilen „Ihr junges Volk, was soll denn das? / und leistet ihr doch erstmal was!“ Kritik. Laut Lasar ende die dialektische Struktur am Ende darin, dass der Sänger sich auf die Seite der Jugend stellt: „Ich bittʼ euch fragt solangʼ ihr seid / denn ihr seid die Zeit“.
Des Weiteren werden im Lied die atomare Bedrohung, Aufrüstung und Umwelt thematisiert. Diese aufgegriffenen Themen zählen zu den Aspekten, die im Parteiprogramm der sich formierenden Grünen eine tragende Rolle spielen sollten.